# Palmarès des championnats du monde de curling
 (avril 2018).
Si vous disposez d'ouvrages ou d'articles de référence ou si vous connaissez des sites web de qualité traitant du thème abordé ici, merci de compléter l'article en donnant les références utiles à sa vérifiabilité et en les liant à la section « Notes et références ».
Le palmarès complet des Championnats du monde de curling est le suivant : 

## Hommes
| Année | Lieu                                    | Champion                                             | Finaliste                                            | Troisième                                            |
| ----- | --------------------------------------- | ---------------------------------------------------- | ---------------------------------------------------- | ---------------------------------------------------- |
| 1959  | Falkirk & Édimbourg, Écosse             | Canada                                               | Écosse                                               |                                                      |
| 1960  | Falkirk, Écosse                         | Canada                                               | Écosse                                               |                                                      |
| 1961  | Falkirk, Ayr, Perth & Édimbourg, Écosse | Canada                                               | Écosse                                               | États-Unis                                           |
| 1962  | Falkirk & Édimbourg, Écosse             | Canada                                               | États-Unis                                           | Écosse                                               |
| 1963  | Perth, Écosse                           | Canada                                               | Écosse                                               | États-Unis                                           |
| 1964  | Calgary, Canada                         | Canada                                               | Écosse                                               | États-Unis                                           |
| 1965  | Perth, Écosse                           | États-Unis                                           | Canada                                               | Suède                                                |
| 1966  | Vancouver, Canada                       | Canada                                               | Écosse                                               | États-Unis                                           |
| 1967  | Perth, Écosse                           | Écosse                                               | Suède                                                | États-Unis                                           |
| 1968  | Pointe-Claire, Canada                   | Canada                                               | Écosse                                               | États-Unis                                           |
| 1969  | Perth, Écosse                           | Canada                                               | États-Unis                                           | Écosse                                               |
| 1970  | Utica, États-Unis                       | Canada                                               | Écosse                                               | Suède                                                |
| 1971  | Megève, France                          | Canada                                               | Écosse                                               | États-Unis                                           |
| 1972  | Garmisch-Partenkirchen, Allemagne       | Canada                                               | États-Unis                                           | Allemagne                                            |
| 1973  | Régina, Canada                          | Suède                                                | Canada                                               | France                                               |
| 1974  | Berne, Suisse                           | États-Unis                                           | Suède                                                | Suisse                                               |
| 1975  | Perth, Écosse                           | Suisse                                               | États-Unis                                           | Canada                                               |
| 1976  | Duluth, États-Unis                      | États-Unis                                           | Écosse                                               | Suisse                                               |
| 1977  | Karlstad, Suède                         | Suède                                                | Canada                                               | Écosse                                               |
| 1978  | Winnipeg, Canada                        | États-Unis                                           | Norvège                                              | Canada                                               |
| 1979  | Berne, Suisse                           | Norvège                                              | Suisse                                               | Canada                                               |
| 1980  | Moncton, Canada                         | Canada                                               | Norvège                                              | Suisse                                               |
| 1981  | London, Canada                          | Suisse                                               | États-Unis                                           | Canada                                               |
| 1982  | Garmisch-Partenkirchen, Allemagne       | Canada                                               | Suisse                                               | Allemagne                                            |
| 1983  | Régina, Canada                          | Canada                                               | Allemagne                                            | Norvège                                              |
| 1984  | Duluth, États-Unis                      | Norvège                                              | Suisse                                               | Suède                                                |
| 1985  | Glasgow, Écosse                         | Canada                                               | Suède                                                | Danemark                                             |
| 1986  | Toronto, Canada                         | Canada                                               | Écosse                                               | États-Unis                                           |
| 1987  | Vancouver, Canada                       | Canada                                               | Allemagne                                            | Norvège                                              |
| 1988  | Lausanne, Suisse                        | Norvège                                              | Canada                                               | Écosse                                               |
| 1989  | Milwaukee, États-Unis                   | Canada                                               | Suisse                                               | Norvège                                              |
| 1990  | Västerås, Suède                         | Canada                                               | Écosse                                               | Danemark                                             |
| 1991  | Winnipeg, Canada                        | Écosse                                               | Canada                                               | Norvège États-Unis                                   |
| 1992  | Garmisch-Partenkirchen, Allemagne       | Suisse                                               | Écosse                                               | Canada États-Unis                                    |
| 1993  | Genève, Suisse                          | Canada                                               | Écosse                                               | Suisse États-Unis                                    |
| 1994  | Oberstdorf, Allemagne                   | Canada                                               | Suède                                                | Allemagne Suisse                                     |
| 1995  | Brandon, Canada                         | Canada                                               | Écosse                                               | Allemagne                                            |
| 1996  | Hamilton, Canada                        | Canada                                               | Écosse                                               | Suisse                                               |
| 1997  | Berne, Suisse                           | Suède                                                | Allemagne                                            | Écosse                                               |
| 1998  | Kamloops, Canada                        | Canada                                               | Suède                                                | Finlande                                             |
| 1999  | Saint-Jean, Canada                      | Écosse                                               | Canada                                               | Suisse                                               |
| 2000  | Glasgow, Écosse                         | Canada                                               | Suède                                                | Finlande                                             |
| 2001  | Lausanne, Suisse                        | Suède                                                | Suisse                                               | Norvège                                              |
| 2002  | Bismarck, États-Unis                    | Canada                                               | Norvège                                              | Écosse                                               |
| 2003  | Winnipeg, Canada                        | Canada                                               | Suisse                                               | Norvège                                              |
| 2004  | Gävle, Suède                            | Suède                                                | Allemagne                                            | Canada                                               |
| 2005  | Victoria, Canada                        | Canada                                               | Écosse                                               | Allemagne                                            |
| 2006  | Lowell, États-Unis                      | Écosse                                               | Canada                                               | Norvège                                              |
| 2007  | Edmonton, Canada                        | Canada                                               | Allemagne                                            | États-Unis                                           |
| 2008  | Grand Forks, États-Unis                 | Canada                                               | Suède                                                | États-Unis                                           |
| 2009  | Moncton, Canada                         | Écosse                                               | Canada                                               | Norvège                                              |
| 2010  | Cortina d'Ampezzo, Italie               | Canada                                               | Norvège                                              | Écosse                                               |
| 2011  | Régina, Canada                          | Canada                                               | Écosse                                               | Suède                                                |
| 2012  | Bâle, Suisse                            | Canada                                               | Écosse                                               | Suède                                                |
| 2013  | Victoria, Canada                        | Suède                                                | Canada                                               | Écosse                                               |
| 2014  | Pékin, Chine                            | Norvège                                              | Suède                                                | Suisse                                               |
| 2015  | Halifax, Canada                         | Suède                                                | Norvège                                              | Canada                                               |
| 2016  | Bâle, Suisse                            | Canada                                               | Danemark                                             | États-Unis                                           |
| 2017  | Edmonton, Canada                        | Canada                                               | Suède                                                | États-Unis                                           |
| 2018  | Las Vegas, États-Unis                   | Suède                                                | Canada                                               | Écosse                                               |
| 2019  | Lethbridge, Canada                      | Suède                                                | Canada                                               | Suisse                                               |
| 2020  | Glasgow, Écosse                         | Édition annulée en raison de la pandémie de Covid-19 | Édition annulée en raison de la pandémie de Covid-19 | Édition annulée en raison de la pandémie de Covid-19 |
| 2021  | Calgary, Canada                         | Suède                                                | Écosse                                               | Suisse                                               |
| 2022  | Las Vegas, États-Unis                   | Suède                                                | Canada                                               | Italie                                               |
| 2023  | Ottawa, Canada                          | Écosse                                               | Canada                                               | Suisse                                               |
| 2024  | Schaffhouse, Suisse                     | Suède                                                | Canada                                               | Italie                                               |

## Femmes
| Année | Lieu                              | Champion                                             | Finaliste                                            | Troisième                                            |
| ----- | --------------------------------- | ---------------------------------------------------- | ---------------------------------------------------- | ---------------------------------------------------- |
| 1979  | Perth, Écosse                     | Suisse                                               | Suède                                                | Canada Écosse                                        |
| 1980  | Perth, Écosse                     | Canada                                               | Suède                                                | Écosse                                               |
| 1981  | Perth, Écosse                     | Suède                                                | Canada                                               | Norvège                                              |
| 1982  | Genève, Suisse                    | Danemark                                             | Suède                                                | Écosse                                               |
| 1983  | Moose Jaw, Canada                 | Suisse                                               | Norvège                                              | Canada                                               |
| 1984  | Perth, Écosse                     | Canada                                               | Suisse                                               | Allemagne                                            |
| 1985  | Jönköping, Suède                  | Canada                                               | Écosse                                               | Suisse                                               |
| 1986  | Kelowna, Canada                   | Canada                                               | Allemagne                                            | Suède                                                |
| 1987  | Chicago, États-Unis               | Canada                                               | Allemagne                                            | Suisse                                               |
| 1988  | Glasgow, Écosse                   | Allemagne                                            | Canada                                               | Suède                                                |
| 1989  | Milwaukee, États-Unis             | Canada                                               | Norvège                                              | Allemagne Suède                                      |
| 1990  | Västerås, Suède                   | Norvège                                              | Écosse                                               | Canada Danemark                                      |
| 1991  | Winnipeg, Canada                  | Norvège                                              | Canada                                               | Écosse Suède                                         |
| 1992  | Garmisch-Partenkirchen, Allemagne | Suède                                                | États-Unis                                           | Canada Suisse                                        |
| 1993  | Genève, Suisse                    | Canada                                               | Allemagne                                            | Norvège Suède                                        |
| 1994  | Oberstdorf, Allemagne             | Canada                                               | Écosse                                               | Allemagne Suède                                      |
| 1995  | Brandon, Canada                   | Suède                                                | Canada                                               | Norvège                                              |
| 1996  | Hamilton, Canada                  | Canada                                               | États-Unis                                           | Norvège                                              |
| 1997  | Berne, Suisse                     | Canada                                               | Norvège                                              | Danemark                                             |
| 1998  | Kamloops, Canada                  | Suède                                                | Danemark                                             | Canada                                               |
| 1999  | Saint-Jean, Canada                | Suède                                                | États-Unis                                           | Danemark                                             |
| 2000  | Glasgow, Écosse                   | Canada                                               | Suisse                                               | Norvège                                              |
| 2001  | Lausanne, Suisse                  | Canada                                               | Suède                                                | Danemark                                             |
| 2002  | Bismarck, États-Unis              | Écosse                                               | Suède                                                | Norvège                                              |
| 2003  | Winnipeg, Canada                  | États-Unis                                           | Canada                                               | Suède                                                |
| 2004  | Gävle, Suède                      | Canada                                               | Norvège                                              | Suisse                                               |
| 2005  | Paisley, Écosse                   | Suède                                                | États-Unis                                           | Norvège                                              |
| 2006  | Grande Prairie, Canada            | Suède                                                | États-Unis                                           | Canada                                               |
| 2007  | Aomori, Japon                     | Canada                                               | Danemark                                             | Écosse                                               |
| 2008  | Vernon, Canada                    | Canada                                               | Chine                                                | Suisse                                               |
| 2009  | Gangneung, Corée du Sud           | Chine                                                | Suède                                                | Danemark                                             |
| 2010  | Swift Current, Canada             | Allemagne                                            | Écosse                                               | Canada                                               |
| 2011  | Esbjerg, Danemark                 | Suède                                                | Canada                                               | Chine                                                |
| 2012  | Lethbridge, Canada                | Suisse                                               | Suède                                                | Canada                                               |
| 2013  | Riga, Lettonie                    | Écosse                                               | Suède                                                | Canada                                               |
| 2014  | Saint-Jean, Canada                | Suisse                                               | Canada                                               | Russie                                               |
| 2015  | Sapporo, Japon                    | Suisse                                               | Canada                                               | Russie                                               |
| 2016  | Swift Current, Canada             | Suisse                                               | Japon                                                | Russie                                               |
| 2017  | Pékin, Chine                      | Canada                                               | Russie                                               | Suède                                                |
| 2018  | North Bay, Canada                 | Canada                                               | Suède                                                | Russie                                               |
| 2019  | Silkeborg, Danemark               | Suisse                                               | Suède                                                | Corée du Sud                                         |
| 2020  | Prince George, Canada             | Édition annulée en raison de la pandémie de Covid-19 | Édition annulée en raison de la pandémie de Covid-19 | Édition annulée en raison de la pandémie de Covid-19 |
| 2021  | Calgary, Canada                   | Suisse                                               | RCF                                                  | Canada                                               |
| 2022  | Prince George, Canada             | Suisse                                               | Corée du Sud                                         | Canada                                               |
| 2023  | Sandviken, Suède                  | Suisse                                               | Norvège                                              | Canada                                               |
| 2024  | Sydney, Canada                    | Canada                                               | Suisse                                               | Corée du Sud                                         |

## Double mixte
| Année | Lieu                      | Champion                                             | Finaliste                                            | Troisième                                            |
| ----- | ------------------------- | ---------------------------------------------------- | ---------------------------------------------------- | ---------------------------------------------------- |
| 2008  | Vierumäki, Finlande       | Suisse                                               | Finlande                                             | Suède                                                |
| 2009  | Cortina d'Ampezzo, Italie | Suisse                                               | Hongrie                                              | Canada                                               |
| 2010  | Tcheliabinsk, Russie      | Russie                                               | Nouvelle-Zélande                                     | Chine                                                |
| 2011  | St. Paul, États-Unis      | Suisse                                               | Russie                                               | France                                               |
| 2012  | Erzurum, Turquie          | Suisse                                               | Suède                                                | Autriche                                             |
| 2013  | Fredericton, Canada       | Hongrie                                              | Suède                                                | République tchèque                                   |
| 2014  | Dumfries, Écosse          | Suisse                                               | Suède                                                | Espagne                                              |
| 2015  | Sotchi, Russie            | Hongrie                                              | Suède                                                | Norvège                                              |
| 2016  | Karlstad, Suède           | Russie                                               | Chine                                                | États-Unis                                           |
| 2017  | Lethbridge, Canada        | Suisse                                               | Canada                                               | Chine                                                |
| 2018  | Östersund, Suède          | Suisse                                               | Russie                                               | Canada                                               |
| 2019  | Stavanger, Norvège        | Suède                                                | Canada                                               | États-Unis                                           |
| 2020  | Kelowna, Canada           | Édition annulée en raison de la pandémie de Covid-19 | Édition annulée en raison de la pandémie de Covid-19 | Édition annulée en raison de la pandémie de Covid-19 |
| 2021  | Aberdeen, Écosse          | Écosse                                               | Norvège                                              | Suède                                                |
| 2022  | Genève, Suisse            | Écosse                                               | Suisse                                               | Allemagne                                            |
| 2023  | Gangneung, Corée du Sud   | États-Unis                                           | Japon                                                | Norvège                                              |
| 2024  | Östersund, Suède          | Suède                                                | Estonie                                              | Norvège                                              |

## Mixte
| Année | Lieu             | Champion                                             | Finaliste                                            | Troisième                                            |
| ----- | ---------------- | ---------------------------------------------------- | ---------------------------------------------------- | ---------------------------------------------------- |
| 2015  | Berne, Suisse    | Norvège                                              | Suède                                                | Chine                                                |
| 2016  | Kazan, Russie    | Russie                                               | Suède                                                | Écosse                                               |
| 2017  | Champéry, Suisse | Écosse                                               | Canada                                               | République tchèque                                   |
| 2018  | Kelowna, Canada  | Canada                                               | Espagne                                              | Russie                                               |
| 2019  | Aberdeen, Écosse | Canada                                               | Allemagne                                            | Norvège                                              |
| 2020  | Aberdeen, Écosse | Édition annulée en raison de la pandémie de Covid-19 | Édition annulée en raison de la pandémie de Covid-19 | Édition annulée en raison de la pandémie de Covid-19 |
| 2021  | Aberdeen, Écosse | Édition annulée en raison de la pandémie de Covid-19 | Édition annulée en raison de la pandémie de Covid-19 | Édition annulée en raison de la pandémie de Covid-19 |
| 2022  | Aberdeen, Écosse | Canada                                               | Suisse                                               | Suède                                                |
| 2023  | Aberdeen, Écosse | Suède                                                | Espagne                                              | Canada                                               |